# تومور طناب نخاعی
تومورهای نخاعی نئوپلاسم واقع در نخاع می‌باشد . تومورهای اکسترادورال شایع تر از نئوپلاسم‌های اینترادورال هستند.
تومور طناب نخاعی بسته به موقعیت خود می تواند:
اکسترادورال - در خارج از پوشش سخت شامه (رایج ترین)
اینترادورال - بخشی از سخت شامه
داخل - داخل نخاع
اکسرامدولاری- داخل جمجمه اما در خارج از نخاع
تومورهای اکسترادورال معمولاً از متاستاز سرطان‌های مناطق دیگر بدن (معمولاً سینه، پروستات و سرطان ریه) منشا می‌گیرند.